# Шелби (округ, Теннесси)
Округ Шелби (англ. Shelby County) располагается в США, в штате Теннесси. По состоянию на 2010 год, численность населения составляла 927 644 человека. Был основан 24-го ноября 1819 года, получил своё название в честь американского политического деятеля и губернатора штата Виргиния Исаака Шелби.

## География
По данным Бюро переписи США, общая площадь округа равняется 2030 км², из которых 1980 км² — суша, и 57 км², или 2,8 % — это водоёмы.
В округе расположены города Мемфис, Бартлетт, Джермантаун, Лейкленд, Миллингтон, Арлингтон и Коллиервилл.

## Население
По данным переписи населения 2000 года в округе проживает 897 472 жителя в составе 338 366 домашних хозяйств и 228 735 семей. Плотность населения составляет 459,00 человек на км2. На территории округа насчитывается 362 954 жилых строения, при плотности застройки около 186-ти строений на км2. Расовый состав населения: белые — 48,56 %, афроамериканцы — 47,34 %, коренные американцы (индейцы) — 0,20 %, азиаты — 1,64 %, гавайцы — 0,04 %, представители других рас — 1,20 %, представители двух или более рас — 1,02 %. Испаноязычные составляли 2,60 % населения независимо от расы.
В составе 34,20 % из общего числа домашних хозяйств проживают дети в возрасте до 18 лет, 42,80 % домашних хозяйств представляют собой супружеские пары, проживающие вместе, 20,10 % домашних хозяйств представляют собой одиноких женщин без супруга, 32,40 % домашних хозяйств не имеют отношения к семьям, 27,00 % домашних хозяйств состоят из одного человека, 7,70 % домашних хозяйств состоят из престарелых (65 лет и старше), проживающих в одиночестве. Средний размер домашнего хозяйства составляет 2,60 человека, и средний размер семьи — 3,18 человека.
Возрастной состав округа: 28,20 % — моложе 18 лет, 9,70 % — от 18 до 24, 31,10 % — от 25 до 44, 21,00 % — от 45 до 64, и 21,00 % — от 65 и старше. Средний возраст жителя округа — 33 года. На каждые 100 женщин приходится 91,40 мужчин. На каждые 100 женщин старше 18 лет приходится 86,80 мужчин.
Средний доход на домохозяйство в округе составлял 39 593 USD, на семью — 47 386 USD. Среднестатистический заработок мужчины был 36 932 USD против 26 776 USD для женщины. Доход на душу населения составлял 20 856 USD. Около 12,90 % семей и 16,00 % общего населения находились ниже черты бедности, в том числе — 22,90 % молодежи (тех, кому ещё не исполнилось 18 лет) и 13,30 % тех, кому было уже больше 65 лет.